# Municipalité du district de Prienai
La municipalité du district de Prienai (en lituanien : Prienų rajono savivaldybė) est l'une des soixante municipalités de Lituanie. Son chef-lieu est Prienai.

## Seniūnijos de la municipalité du district de Prienai
- Ašmintos seniūnija (Ašminta)
- Balbieriškio seniūnija (Balbieriškis)
- Išlaužo seniūnija (Išlaužas)
- Jiezno seniūnija (Jieznas)
- Naujosios Ūtos seniūnija (Naujoji Ūta)

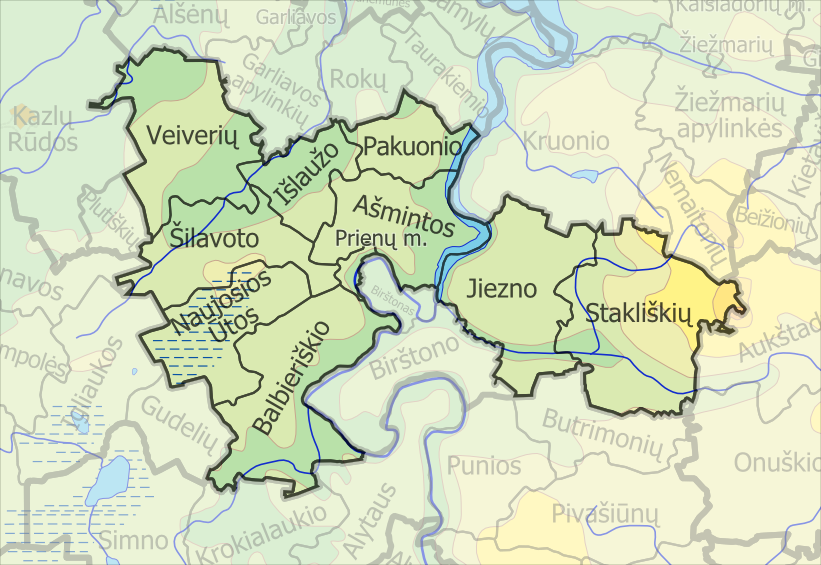
Seniūnijos de la municipalité du district de Prienai.

- Pakuonio seniūnija (Pakuonis)
- Prienų seniūnija (Prienai)
- Stakliškių seniūnija (Stakliškės)
- Šilavoto seniūnija (Šilavotas)
- Veiverių seniūnija (Veiveriai)